# Serie A2 2012-2013 - Girone A (pallamano maschile)

## Formula
Per la stagione 2012-13 le 7 squadre partecipanti disputano un girone all'italiana di andata, ritorno e doppia andata.
- Squadra promossa: la prima classificata sarà promossa in serie A - 1ª Div. Naz. nella stagione successiva.
- Squadra retrocessa: la squadra classificata all'ultimo posto sarà retrocessa in serie B nella stagione successiva.

Per ogni incontro i punti assegnati in classifica erano così determinati:
- Tre punti per la squadra che avesse vinto l'incontro alla fine dei tempi regolamentari;
- Due punti per la squadra che avesse vinto l'incontro dopo i tiri di rigore;
- Un punto per la squadra che avesse perso l'incontro dopo i tiri di rigore;
- Zero punti per la squadra che avesse perso l'incontro alla fine dei tempi regolamentari.

## Squadre partecipanti
- Cassano Magnago (Squadra B)
- Leno
- Molteno
- Cologne (Metelli)

- Crenna
- Città Giardino
- Ventimiglia

## Risultati

### Girone andata
| 1ª giornata                      | risultato |
| -------------------------------- | --------- |
| Cologne - Leno                   | 25-22     |
| Crenna - Molteno                 | 23-28     |
| Cassano Magnago - Città Giardino | 25-26     |
| riposa: Ventimiglia              |           |

| 4ª giornata                   | risultato |
| ----------------------------- | --------- |
| Cologne - Crenna              | 36-29     |
| Ventimiglia - Cassano Magnago | 27-26     |
| Leno - Città Giardino         | 34-25     |
| riposa: Molteno               |           |

| 7ª giornata             | risultato |
| ----------------------- | --------- |
| Città Giardino - Crenna | 37-28     |
| Molteno - Cologne       | 25-31     |
| Leno - Ventimiglia      | 44-25     |
| riposa: Cassano Magnago |           |

| 2ª giornata               | risultato |
| ------------------------- | --------- |
| Molteno - Cassano Magnago | 32-24     |
| Leno - Crenna             | 35-24     |
| Ventimiglia - Cologne     | 25-34     |
| riposa: Città Giardino    |           |

| 5ª giornata                  | risultato |
| ---------------------------- | --------- |
| Città Giardino - Ventimiglia | 24-32     |
| Molteno - Leno               | 27-34     |
| Cassano Magnago - Cologne    | 31-35     |
| riposa: Crenna               |           |

| 3ª giornata              | risultato |
| ------------------------ | --------- |
| Città Giardino - Molteno | 24-32     |
| Crenna - Ventimiglia     | 29-30     |
| Cassano Magnago - Leno   | 27-28     |
| riposa: Cologne          |           |

| 6ª giornata              | risultato |
| ------------------------ | --------- |
| Ventimiglia - Molteno    | 28-33     |
| Crenna - Cassano Magnago | 27-23     |
| Cologne - Città Giardino | 34-25     |
| riposa: Leno             |           |

### Girone ritorno
| 1ª giornata                      | risultato |
| -------------------------------- | --------- |
| Leno - Cologne                   | 33-23     |
| Città Giardino - Cassano Magnago | 31-34     |
| Molteno - Crenna                 | 31-30     |
| riposa: Ventimiglia              |           |

| 4ª giornata                   | risultato |
| ----------------------------- | --------- |
| Crenna - Cologne              | 32-38     |
| Città Giardino - Leno         | 24-27     |
| Cassano Magnago - Ventimiglia | 32-29     |
| riposa: Molteno               |           |

| 7ª giornata             | risultato |
| ----------------------- | --------- |
| Crenna - Città Giardino | 34-30     |
| Cologne - Molteno       | 27-23     |
| Ventimiglia - Leno      | 18-19     |
| riposa: Cassano Magnago |           |

| 2ª giornata               | risultato |
| ------------------------- | --------- |
| Crenna - Leno             | 24-28     |
| Cologne - Ventimiglia     | 35-19     |
| Cassano Magnago - Molteno | 27-24     |
| riposa: Città Giardino    |           |

| 5ª giornata                  | risultato |
| ---------------------------- | --------- |
| Cologne - Cassano Magnago    | 34-25     |
| Ventimiglia - Città Giardino | 26-22     |
| Leno - Molteno               | 26-24     |
| riposa: Crenna               |           |

| 3ª giornata              | risultato |
| ------------------------ | --------- |
| Leno - Cassano Magnago   | 36-26     |
| Molteno - Città Giardino | 29-35     |
| Ventimiglia - Crenna     | 33-39     |
| riposa: Cologne          |           |

| 6ª giornata              | risultato |
| ------------------------ | --------- |
| Molteno - Ventimiglia    | 42-25     |
| Città Giardino - Cologne | 17-33     |
| Cassano Magnago - Crenna | 29-28     |
| riposa: Leno             |           |

### Girone doppia andata
| 1ª giornata                      | risultato |
| -------------------------------- | --------- |
| Crenna - Molteno                 | 30-29     |
| Cologne - Leno                   | 26-23     |
| Cassano Magnago - Città Giardino | 33-32     |
| riposa: Ventimiglia              |           |

| 4ª giornata                   | risultato |
| ----------------------------- | --------- |
| Ventimiglia - Cassano Magnago | 30-29     |
| Leno - Città Giardino         | 36-23     |
| Cologne - Crenna              | 27-16     |
| riposa: Molteno               |           |

| 7ª giornata             | risultato |
| ----------------------- | --------- |
| Leno - Ventimiglia      | 39-28     |
| Città Giardino - Crenna | 34-29     |
| Molteno - Cologne       | 25-27     |
| riposa: Cassano Magnago |           |

| 2ª giornata               | risultato |
| ------------------------- | --------- |
| Molteno - Cassano Magnago | 25-36     |
| Leno - Crenna             | 35-27     |
| Ventimiglia - Cologne     | 28-29     |
| riposa: Città Giardino    |           |

| 5ª giornata                  | risultato |
| ---------------------------- | --------- |
| Molteno - Leno               | 29-28     |
| Città Giardino - Ventimiglia | 31-22     |
| Cassano Magnago - Cologne    | 28-25     |
| riposa: Crenna               |           |

| 3ª giornata              | risultato |
| ------------------------ | --------- |
| Crenna - Ventimiglia     | 32-29     |
| Città Giardino - Molteno | 46-33     |
| Cassano Magnago - Leno   | 23-24     |
| riposa: Cologne          |           |

| 6ª giornata              | risultato |
| ------------------------ | --------- |
| Crenna - Cassano Magnago | 28-27     |
| Cologne - Città Giardino | 29-21     |
| Ventimiglia - Molteno    | 23-33     |
| riposa: Leno             |           |

## Classifica
|  | Pos. | Squadra             | Pt | G  | V  | VR | PR | P  | GF  | GS  | DR   |
|  | ---- | ------------------- | -- | -- | -- | -- | -- | -- | --- | --- | ---- |
|  | 1.   | Cologne             | 46 | 18 | 14 | 2  | 0  | 2  | 548 | 447 | +101 |
|  | 2.   | Leno                | 46 | 18 | 15 | 0  | 1  | 2  | 551 | 451 | +100 |
|  | 3.   | Molteno             | 24 | 18 | 7  | 1  | 1  | 9  | 524 | 524 | 0    |
|  | 4.   | Crenna              | 22 | 18 | 7  | 0  | 1  | 10 | 511 | 558 | -47  |
|  | 5.   | Cassano Magnago (B) | 21 | 18 | 6  | 1  | 1  | 10 | 505 | 521 | -16  |
|  | 6.   | Città Giardino      | 21 | 18 | 7  | 0  | 0  | 11 | 515 | 543 | -28  |
|  | 7.   | Ventimiglia         | 9  | 18 | 2  | 1  | 1  | 14 | 471 | 581 | -110 |

Legenda:

      Promossa in serie A - 1ª Divisione Nazionale 2013-2014
      Retrocessa in serie B 2013-2014

## Verdetti
- Metelli Cologne: promossa in Serie A - 1ª Divisione Nazionale 2013-2014.
- Ventimiglia: retrocessa in Serie B 2013-2014.